# Longaulnay
Longaulnay (bret. Hirwerneg) – miejscowość i gmina we Francji, w regionie Bretania, w departamencie Ille-et-Vilaine.
Według danych na rok 1990 gminę zamieszkiwały 303 osoby, a gęstość zaludnienia wynosiła 40 osób/km² (wśród 1269 gmin Bretanii Longaulnay plasuje się na 942. miejscu pod względem liczby ludności, natomiast pod względem powierzchni na miejscu 927.).